# Victoire Conroy
Lady Victoire Maria Louisa Hanmer Conroy (12 agosto 1819 – 9 febbraio 1866) è stata una nobile britannica, fu una compagna di giochi della futura regina Vittoria. Era la figlia più giovane di Elizabeth Fisher e di Sir John Conroy, che servì come controllore della famiglia della duchessa di Kent e della giovane principessa.

## Biografia
Victoire e i suoi fratelli sono stati tra i pochi compagni che la giovane principessa Vittoria è stato permesso di avere. La principessa crebbe con l’opprimente Sistema Kensington, gestito da Sir John Conroy e dalla Duchessa di Kent. Victoire vide Vittoria molto spesso. I figli di Conroy venivano da Kensington Palace, o Vittoria veniva portata a visitare i fratelli nella loro casa.
Victoire era più giovane di pochi mesi di Vittoria, e secondo la storica  Carolly Erickson, Victoire era più alta e carina, con occhi color nocciola scuro, e  piccole caratteristiche regolari. Consapevole del rango sociale inferiore di Victoire, a Vittoria non piaceva e sospettava che Victoire riferisse le loro attività a John Conroy. Vittoria presto cominciò a riferirsi a Victoire come “Miss. V. Conroy” nei suoi diari, un segno di fastidio. Vittoria era consapevole che Conroy aveva intenzione di ricompensare Victoire e sua sorella Jane con posizioni sociali una volta che lei sarebbe diventata regina. La principessa si sentiva anche offesa quando Conroy si vantava spesso che le sue figlie "erano alte quanto lei".
Victoire appare nei diari e negli acquerelli della principessa come una persona “frequentemente notato ma mai analizzato”, in contrasto con gli scritti di Vittoria sulla sua governante Louise Lehzen, per esempio. Carolly Erickson ipotizza che Victoire sia stata “calda e amichevole” con la principessa, la “solitaria” Vittoria lo avrebbe preferito piuttosto che odiare e diffidare di lei. Erickson riconosce tuttavia che Victoire fu messa in una posizione scomoda: mentre era la figlia dell'odiato nemico di Vittoria, Victoire era ancora costretta a stare a contatto con la principessa.
Poco altro si sa di Victoire. Qualche tempo dopo la sua incoronazione nel 1837, la nuova regina permise che venisse dato un supporto finanziario alla vedova di Conroy e i suoi figli. Victoire sposò  Sir Wyndham Edward Hanmer, quarto Barone il 10 marzo 1842. Ebbero un figlio,  Sir Edward John Henry Hanmer, 5th Bt. (15 Apr 1843 – 3 Maggio 1893).